# Tessie Savelkouls
Tessie Savelkouls, née le 11 mars 1992 à Nimègue, est une judokate néerlandaise.

## Palmarès international en judo
| Championnats d'Europe | Championnats d'Europe | Championnats d'Europe | Championnats d'Europe |
| Année                 | Médaille              | Catégorie             |                       |
| --------------------- | --------------------- | --------------------- | --------------------- |
| 2018                  | bronze                | +78 kg                |                       |